# Adriana Tursi
Adriana Verónica Tursi (Buenos Aires, 11 de marzo de 1961) es una escritora, dramaturga y guionista argentina.

## Trayectoria
Comenzó formándose en la adolescencia en talleres de actuación, durante los difíciles años de la dictadura cívico militar en Argentina. Inducida por sus padres a una formación universitaria, inició estudios de Escenografía en la Pontificia Universidad del Salvador, y luego de dos años pasó al Instituto Superior de Arte del Teatro Colón (ISA), de donde egresó como Regisseur.  
Su paso por el ISA sedimentó en un interés inicial por la puesta en escena, tanto de obras dramáticas como líricas. Ello la llevó a la dirección de diversos espectáculos, dentro y fuera del ámbito formativo. Poco después, y como consecuencia de su encuentro con quien luego sería su maestro Ricardo Monti, hizo de la escritura dramática su lenguaje definitivo.
Desde entonces su actividad autoral es permanente, compartida con ocasionales composiciones narrativas, un destacado trabajo editorial y docente, y la gestión de programación de espectáculos y defensa de los derechos de autor.

## Dramaturgia
Luego de formarse con los maestros Ricardo Monti y Mauricio Kartun, se tituló en la Tecnicatura en Dramaturgia de la Escuela Municipal de Arte Dramático. Más tarde su formación se desplegó a campos como la psicología y el arte terapia, en la Fundación Jung con sede en Buenos Aires.
Su obra dramática comenzó a estrenarse en Buenos Aires a partir de 1998. Su primer estreno La casa del lago obtuvo el Primer Premio Nacional de Dramaturgia otorgado por la Secretaría de Cultura de la Presidencia de la Nación.
En 2001 participó con su obra Margarita del primer ciclo Teatro por la identidad. A partir de ese momento comenzó su dramaturgia con temática histórica. Desde entonces sus obras se han estrenado con regularidad, y la llevaron a obtener numerosos premios, entre ellos el Primer Premio de Teatro del Gobierno de la Ciudad de Buenos Aires, y el premio de la Secretaría de Patrimonio Cultural por su obra Cartas de Amor Perdidas por Mariquita Sánchez de Thompson, el Premio Contar 2 por La Sartén (en colaboración con Patricia Suárez), el premio Estrella de Mar por Podemos ser felices todavía, Primer Premio Municipal por La patria al hombro, y ACE por Remedios, una mujer sin patria.
En 2023 estrenó en el legendario Teatro Payró La fuerza del agua un contundente alegato sobre la inocencia de una persona. En el mismo año, sus antecedentes en el ámbito de la lírica la llevaron a escribir María, es Callas una composición dramático musical dedicada a la última etapa de la insigne soprano. Esta obra se encuentra en la plataforma Teatrix.
Tursi practica una dramaturgia especialmente comprometida con las problemáticas de la mujer. Si bien la mayoría de sus obras hacen pie en la historia argentina, suelen ser los personajes femeninos quienes llevan adelante un hecho político en la búsqueda de transformar la realidad.

## Televisión y radio
Como guionista de televisión, Tursi tuvo un desempeño prolífico iniciado en 2004 en el prestigioso ciclo Alta Comedia, con el unitario Cuando nombro a Soledad. A partir de entonces participó en los libros de programas como Poliladron, (Premio Martín Fierro) Verdad Consecuencia, Carola Casini, Trillizos,  Ciudad de Pobres Corazones,  De La Cama al Living y Un cortado, historias de café. Por este último obtuvo el Premio Argentores.
Para la cadena Azteca Televisa escribió en colaboración con Ana Montes y Stella de la Rosa la tira Ángeles adaptación de la telenovela de Delia Fiallo. Y para la ex Azul TV, la tira Salvajes.
Su labor como guionista se extendió a la radio en el prestigioso ciclo Las dos carátulas de RNA, donde adaptó clásicos del teatro universal, y a otras emisoras donde presentó sus propias obras.

## Actividad Institucional
La autora dictó clases de guion en la Universidad de Buenos Aires, y fue Secretaria Académica y Directora de la carrera de Arte Dramático en La Universidad del Salvador. Fue laureada con el Premio Lobo de Mar a la Cultura por la creación del programa de formación en dramaturgia En busca de autor en la Escuela de Arte Dramático de la ciudad de Mar del Plata. Fue convocada en varias oportunidades como jurado de tesis por la Universidad Nacional de las Artes, en la Maestría en Dramaturgia 
Fue editora responsable junto a Hugo Mouján de la revista de investigación teatral Los Rabdomantes con artículos de prestigiosos referentes nacionales e internacionales. Jorge Dubatti, Julia Elena Sagaseta, Julio Ordano, José Luis Cano, Cristina Moreira, Luigi Musati, Francisco Javier, Eduardo Pavlovsky, Itziar Pascual Ortiz, Kart Kohut, Kameron Steele, Andrés Antunes Netto Carreira, entre otros. Recopiló junto a Cristina Escofet el libro Tango y Teatro editado por  Galerna. Es responsable del segundo tomo Dramaturgas Argentinas editado por La abeja.
Entre 2011 y 2013, fue miembro del Directorio de Proteatro, organismo del Ministerio de Cultura de la Ciudad de Buenos Aires que subsidia la actividad teatral de la ciudad. En esa línea es convocada como jurado de concursos de dramaturgia por El Fondo Nacional de las Artes,  Argentores, Premio Vilches, Premio Estrella de Mar. 
Adriana Tursi es miembro activo de la Fundación Carlos Somigliana, que programa las actividades del Teatro del Pueblo, el primer teatro independiente de Latinoamérica, ubicado en la Ciudad de Buenos Aires.
Asimismo integra la Junta Directiva de Argentores, siendo muchos años delegada cultural por la Provincia de Buenos Aires. En la actualidad es Secretaria del Consejo Profesional de Teatro.

## Publicaciones
| Año       | Publicación                                                                | Descripción | Editorial        |
| --------- | -------------------------------------------------------------------------- | --- | ---------------- |
| 2022      | "La patria al hombro", y otras obras                                       | Obras teatrales sobre la historia de las mujeres en Argentina. Publicación declarada de interés y divulgación por la Secretaría de Educación de la Provincia de Buenos Aires. Contiene “La patria al hombro”, “ Las costureras”, “Remedios, una mujer sin patria” y "Los sirvientes”. Prólogo de Pacho O'Donnell    | Larsen           |
| 2015      | El ojo claro                                                               | Novela | Larsen           |
| 2015      | "Cartas de amor perdidas por Mariquita Sánchez de Thompson", y otras obras | Publicación declarada de interés y divulgación por el Ministerio de Educación de la Nación Argentina. Contiene “Cartas de amor perdidas por Mariquita Sánchez de Thompson”, ” Felicitas, o las niñas mudas” y “ Aurelia…la amante del ausente”, Extraña fuga de la anciana y su criada”. Prólogo de Pacho O'Donnell | Larsen           |
| 2008      | Colección Teatro: Adriana Tursi                                            | Compendio de obras teatrales de Adriana Tursi | UNLA             |
| 2005      | Tango y Teatro                                                             | Incluido en la colección "El Imaginario Teatral", compilado por Horacio Salas. | La Abeja Galerna |
|           | Dramaturgas Argentinas, Tomo II                                            | Compilado y dirigido por Adriana Tursi | La Abeja         |
| 2001 2002 | Ponencia Congreso Nacional Dramaturgia                                     | Presentaciones sobre temas relacionados con la dramaturgia. |                  |
| 2001 2007 | Los Rabdomantes                                                            | Miembro del consejo editor de esta revista de investigación teatral editada por la Universidad del Salvador. |                  |
| 2001      | El Maestro de Cocina                                                       | Incluido en La cocina de los Dramaturgos | Argentores       |
| 2001      | ¿Quién espera a Papá Noel?                                                 | Obra teatral. Incluida en Dramaturgas I. Auspicio del Instituto Nacional de Teatro. | Nueva Generación |
| 1997 2001 | La Casa del lago                                                           | Obra teatral publicada como parte de la Colección de Teatro Latinoamericano del Instituto Italiano y Latino Americano. | Amaranta         |
| 2001      | Margarita                                                                  | Teatro X La Identidad | Eudeba           |

## Premios y distinciones
| Año  | Obra                                                      | Premio                                                                                   | Otorgante                                                                                       |
| ---- | --------------------------------------------------------- | ---------------------------------------------------------------------------------------- | ----------------------------------------------------------------------------------------------- |
| 1995 | La Casa del Lago                                          | Primer Premio Nacional de Dramaturgia. Categoría: Iniciación por " (promoción año 94/95) | Secretaría de Cultura de la Presidencia de la Nación                                            |
| 1995 | Poliladrón, una historia de amor                          | Premio Martín Fierro. Mejor Guion para Televisión.                                       | APTRA                                                                                           |
| 2000 | Perro de Playa                                            | Selección                                                                                | Club de Autores                                                                                 |
| 2005 | Cartas de Amor Perdidas por Mariquita Sánchez de Thompson | Primer Premio Mujeres con Valor                                                          | Secretaría de Cultura y Secretaría de Patrimonio Cultural de la Ciudad Autónoma de Buenos Aires |
| 2005 | Dramaturgas Argentinas, tomo I                            | Mención especial Premio Teatro del Mundo Mejor Trabajo Editorial.                        | Centro Cultural Rector Ricardo Rojas de la UBA                                                  |
| 2006 | Extraña Fuga de la Anciana y su Criada                    | Mención Fondo Nacional de las Artes                                                      | FNA                                                                                             |
| 2006 | Tango y Teatro, tomo I                                    | Mención especial Premio Teatro del Mundo Mejor Trabajo Editorial.                        | Centro Cultural Rector Ricardo Rojas de la UBA                                                  |
| 2007 | Un cortado historias de café                              | Premio Argentores. Mejor guion televisivo unitario.                                      | Argentores                                                                                      |
| 2009 | La Sartén (en colaboración con Patricia Suárez)           | Premio Contar 2                                                                          | ADET - Argentores - Asociación Argentina de Actores                                             |
| 2011 | Reconstrucción frente al mar                              | Mejor obra en el Festival Iberoamericano de Teatro.                                      | FIT                                                                                             |
| 2011 | El ojo claro                                              | Primera Mención Premio Fondo Nacional de las artes. Categoría novela.                    | FNA                                                                                             |
| 2015 | Los Sirvientes                                            | Segundo Premio Municipal bienio 2014-2015                                                | Ministerio de Cultura del GCBA                                                                  |
| 2019 | Podemos ser felices todavía                               | Premio Estrella de Mar. Mejor obra nacional                                              | Ente de Turismo y Cultura de Mar del Plata                                                      |
| 2019 | La patria al hombro                                       | Primer Premio Municipal bienio 2018-2019                                                 | Ministerio de Cultura del GCBA                                                                  |
| 2022 | Remedios, una mujer sin patria'                           | Premio ACE, mejor unipersonal                                                            | Asociación de Cronistas del Espectáculo                                                         |

## Obra.

### Obras teatrales estrenadas
| Año       | Obra                                                              | Director                            | Teatro                                                                   |
| --------- | ----------------------------------------------------------------- | ----------------------------------- | ------------------------------------------------------------------------ |
| 2023 2024 | María, es Callas                                                  | Tatiana Santana                     | Centro Cultural San Martín Auditorium de Mar del Plata Teatro del Pueblo |
| 2023      | La fuerza del agua                                                | Enrique Dacal                       | Payró                                                                    |
| 2022      | La patria al hombro                                               | Tatiana Santana                     | Teatro del Pueblo                                                        |
| 2022      | Remedios, una mujer sin patria                                    | Corina Fiorillo                     | Ítaca. Complejo Teatral                                                  |
| 2022      | Los cómicos del camino                                            | Tatiana Santana                     | Comedia de Bahía Blanca                                                  |
| 2021      | Partido homenaje                                                  | Leopoldo Minoti                     | Espacio Teatral Jufré                                                    |
| 2012 2013 | Podemos ser felices todavía (en colaboración con Patricia Suárez) | Daniel Alvaredo Silvia Kalfaian     | Tadrón Auditorium de Mar del Plata                                       |
| 2015      | Los sirvientes                                                    | Andrés Bazzallo                     | Teatro del Pueblo                                                        |
| 2013      | La novela de mi vida                                              | Fernando Ferrer                     | El Picadilly                                                             |
| 2009      | La que no se nombra                                               | Roberto Moss                        | Sala Roberto Cossa, Mar del Plata                                        |
| 2011      | Reconstrucción frente al mar                                      | Edgardo Dib                         | Teatro del Pueblo                                                        |
| 2011      | Las costureritas de Eva                                           | Elvira Oneto                        | Teatro Cervantes                                                         |
| 2009      | Felicitas o las niñas mudas                                       | Micaela Fariñas                     | Celcit                                                                   |
| 2009      | Noche de Perros                                                   | Julio Ordano                        | Centro Cultural de la Cooperación                                        |
| 2008      | Historias cotidianas de Posguerra- Los Huéspedes                  | Corina Fiorillo                     | Teatro del Pueblo                                                        |
| 2004      | Perdidos por Amor                                                 | Andrés Bazzalo                      | Teatro Nacional Cervantes Teatro Argentino, Roma, Italia                 |
| 2004      | Reflejos de la luna                                               | Daniel Alvaredo                     | Teatro del Pueblo                                                        |
| 2002      | La Casa del Lago                                                  | Tiziana Bergamaschi                 | Teatro Argentino, Roma, Italia                                           |
| 2002      | La Travesía de los Esperpentos                                    | Clara Pando                         | IFT                                                                      |
| 2001      | Ave del Paraíso                                                   | Clara Pando                         | IFT (Ciclo Nueve Autores Nueve Directores)                               |
| 2001      | Margarita                                                         | Mariana Trajtenberg y Andrés Sahade | IFT (Ciclo Teatro por la Identidad)                                      |
| 2000      | Perro de Playa                                                    | Andrés Bazzalo                      | El Picadilly                                                             |
| 1998      | La Casa del Lago                                                  | Patricia Sánchez                    | El Ojo                                                                   |

### Guiones televisivos
| Año       | Programa                                    | Función                                                                                     | Emisora    |
| --------- | ------------------------------------------- | ------------------------------------------------------------------------------------------- | ---------- |
| 2007      | Gogo, mi avioncito                          | Autora, en colaboración con Patricia Suárez                                                 | Canal 7    |
| 2005-2006 | Un cortado, historias de café (Temp. 2 y 3) | Autora y coordinadora autoral                                                               | Canal 7    |
| 2004      | De La Cama al Living                        | Autora y coordinadora autoral                                                               | Canal 7    |
| 2002      | Ciudad de Pobres Corazones                  | Autora                                                                                      | América TV |
| 2001      | Un cortado, historias de café (Temp. 1)     | Autora                                                                                      | Canal 7    |
| 1998 1999 | Trillizos                                   | Autora, en colaboración con Ricardo Rodríguez                                               | Telefe     |
| 1999      | Salvajes                                    | Autora, en colaboración con Elena Antonieto y Daniel Delbene                                | Azul TV    |
| 1997      | Verdad Consecuencia                         | Autora, en colaboración con Gustavo Belatti y Mario Segade.                                 | Canal 13   |
| 1997      | Carola Casini                               | Autora, en colaboración con Gustavo Belatti y Mario Segade.                                 | Canal 13   |
| 1996      | Ángeles                                     | Autora, en colaboración con Ana Montes para la adaptación de la telenovela de Delia Fiallo. | Televisa   |
| 1995      | Poliladron                                  | Autora, en colaboración con Leonardo Bechini-Oscar Tabernise                                | Canal 13   |
| 1994      | Cuando nombro a Soledad                     | Autora (Ciclo Alta Comedia)                                                                 | Canal 9    |

### Guiones interactivos
| Año  | Programa             | Función                                    | Publicación              |
| ---- | -------------------- | ------------------------------------------ | ------------------------ |
| 1995 | El Libro de la Selva | Adaptación de la novela de Rudyard Kipling | Century Electronic Books |

### Guiones para radioteatro
| Año  | Programa                     | Función                                                                           | Emisora                    |
| ---- | ---------------------------- | --------------------------------------------------------------------------------- | -------------------------- |
| 1999 | Los Invisibles               | Adaptación de la obra de Gregorio de Laferrère para el programa Las dos Carátulas | Radio Nacional             |
|      | El burlador de Sevilla       | Adaptación de la obra de Tirso de Molina para el programa Las dos Carátulas       | Radio Nacional             |
|      | Trescientos Millones         | Adaptación de la novela de Roberto Arlt para el programa Las dos Carátulas        | Radio Nacional             |
|      | Don Gil de las calzas verdes | Adaptación de la novela de Tirso de Molina para el programa Las dos Carátulas     | Radio Nacional             |
| 2007 | El caso Nadal                | Autora                                                                            | Radio UBA por la Identidad |
| 2021 | Las costureritas             | Autora                                                                            | Radio Nacional             |

## Puesta en escena

### Puesta en escena de obras teatrales
| Año  | Obra              | Autor                 | Teatro                                                       |
| ---- | ----------------- | --------------------- | ------------------------------------------------------------ |
| 1985 | Patria Nueva      | Armando Discepolo     | Santa María                                                  |
| 1986 | Los Batifondos    | Carlo Goldoni         | Centros Culturales del Gobierno de la Ciudad de Buenos Aires |
| 1986 | El Capitán Veneno | Luis Agustoni         | Gira                                                         |
| 1987 | A Todas Ellas     | Luis Agustoni         | La Casa                                                      |
| 1988 | Los Invisibles    | Gregorio de Laferrère | Actos                                                        |

### Regié de óperas
| Año  | Ópera            | Autores                                                                     | Teatro                                                               |
| ---- | ---------------- | --------------------------------------------------------------------------- | -------------------------------------------------------------------- |
| 1982 | La Serva Padrona | Música de Giovanni Battista Pergolesi Libreto de Gennaro Antonio Federico   | Gran Splendid                                                        |
| 1982 | Suor Angelica    | Música de Giacomo Puccini Libreto de Giovacchino Forzano                    | Gran Splendid                                                        |
| 1983 | Le Téléphone     | Música y libreto de Gian Carlo Menotti                                      | Sala 9 de Julio, Teatro Colón                                        |
| 1983 | La Traviata      | Música de Giuseppe Verdi Libreto de Francesco Maria Piave                   | Gran Splendid Producción Instituto Superior de Arte del Teatro Colón |
| 1984 | Don Carlos       | Música de Giuseppe Verdi Libreto de François Joseph Méry y Camille du Locle | Sala 9 de Julio, Teatro Colón                                        |

## Análisis de su obra
El dramaturgo Ricardo Monti, refiriéndose a la ópera prima de Tursi La casa del lago entiende la pieza como potente, misteriosa, colmada de sugerencias, y auspiciosamente primera. En el prólogo a la edición de esta obra, el dramaturgo sostiene:

«Nos encontramos aquí con seres condenados a la memoria, dedicados con desesperación a recrear vanas ceremonias de la memoria, para fijar un tiempo que a pesar de todo no dejará de fluir, impiadoso.»»

Por su parte, en el tomo Dramaturgas I la crítica Julia Elena Sagaseta, refiriéndose a la obra ¿Quién espera a Papá Noel?, propone una analogía entre Tursi y Griselda Gambaro dada da por la inserción de un “campo” situado fuera de la fiesta navideña, que puede estar alambrado pero cuya función es ambigua. A su vez fortalece la noción de ambigüedad semántica y la múltiple lectura de símbolos:

« Adriana Tursi trabaja con criterios de ambigüedad: del espacio, de las relaciones de los personajes, aunque en el plano lingüístico territorializa con la oralidad muy directa y cruda.»»

Acaso donde mejor se desarrollan las estrategias compositivas de la dramaturgia de Tursi es en el prólogo a sus dos tomos de teatro histórico. Escritos por el dramaturgo e historiador Pacho O’Donnell, esos prólogos destacan el uso de los recursos dramáticos para abordar hechos históricos. En el prólogo a Cartas de amor perdidas por Mariquita Sánchez de Thompson, y otras obras, el historiador afirma:

« Tursi apuesta a una fantasmatización de lo real, de aquello que no es más que una pantalla donde proyectamos nuestros personajes y circunstancias interiores. Nadie es unario sino que es la mezcla de aquellas impregnaciones calidoscópicas que surgen de nuestro imaginario, continente donde todo se confunde para que vivir no deje de ser una equivocación constante.(..) Las piezas de Adriana Tursi están atravesadas por preguntas que no esperan respuesta, que están allí para abrir surcos de lucidez.».